# Hay Lake 209
Hay Lake 209 är ett reservat i Kanada.   Det ligger i provinsen Alberta, i den centrala delen av landet, 3 200 km väster om huvudstaden Ottawa.
I omgivningarna runt Hay Lake 209 växer i huvudsak blandskog. Runt Hay Lake 209 är det mycket glesbefolkat, med 3 invånare per kvadratkilometer.